# Pages (processador de text)
Pages és un processador de text desenvolupat per Apple Inc, formant part d'una sèrie d'apps pertinents (incloent-hi Keynote i Numbers) al set de productivitat iWork i s'executa en els sistemes operatius macOS, iOS i iPadOS.
La primera versió va ser anunciada l'onze de gener del 2005 però no va ser llançada fins al febrer del mateix any. Apple ho comercialitza com una aplicació super versàtil i creativa per a la creació de tots els documents que necessitin els usuaris. Es troba disponible en 33 idiomes i, actualment, ens trobem amb la versió 8.2 en macOS i 5.2 en iOS.

## Característiques
Pages és una aplicació de processador de textos i disseny de pàgines. Quan s'obra per primera vegada, als usuaris se’ls presenta un selector de plantilles que els permet començar amb un document en blanc o amb una plantilla prèviament designada, incloent-hi un document bàsic, informe, carta, currículum, sobre, targeta de visita, flyers i pòsters, targetes, diverses i una secció de butlletins informatius de plantilles: que conté text i imatges del marcador de posició que es poden substituir arrossegant i deixant fotos del navegador multimèdia. El navegador de suports proporciona accés ràpid als mitjans des d'iTunes, iMovie i Fotos. Els usuaris poden arrossegar i deixar anar música, pel·lícules i fotos directament als documents de pàgines des de la finestra del navegador de suports.
Cada finestra de document conté una barra d'eines, que permet accedir amb un clic a funcions d'ús comú com ara inserir objectes (caixes de text, formes, taules, gràfics i comentaris), penjar el document a iWork.com i afegir pàgines addicionals. A més, la finestra del document conté una barra de format contextual que permet formatar un text amb un clic i ajustar les imatges. Quan està seleccionat text, la barra de format permet als usuaris triar tipus de lletra, mida de text, color i ajustar l'espai i l'alineació de la línia. Quan se selecciona una imatge, la barra de format mostra eines per ajustar l'opacitat, mostrar i ocultar efectes d'ombra i reflexió i emmascarar la imatge. Una finestra d'Inspector independent proporciona gairebé totes les opcions de format disponibles per a qualsevol element del document obert.
A partir de iWork '08, el processament de textos i la disposició de pàgines són de dos modes diferents. En el mode de processament de text, Pages admet capçaleres i peus de pàgina, notes a peu de pàgina i creació de contorns i llista. Els usuaris poden col·laborar amb d'altres en un document. Pages rastreja els canvis dels usuaris mostrant les edicions de cada persona en diferents colors. Els usuaris també poden afegir comentaris al costat del document. En el mode de disseny de Pages, els usuaris tenen un control complet sobre la posició dels objectes de la pàgina. Les imatges i el text es poden posar a qualsevol lloc del llenç. Moltes d'aquestes eines s'han eliminat de la versió actual. El mode "Pantalla completa" (introduït a Mac OS X Lion) i afegit a les pàgines 4.1 amagava els menús i les barres d'eines, permetent als usuaris centrar-se en un sol document sense distreure's per altres finestres a la pantalla, però, després de Pages 5, el mode de pantalla completa requereix que l'usuari amagui manualment diversos panells per a l'escriptura focalitzada i el panell de miniatures de pàgina no s'obre automàticament quan es desplaça el cursor cap a la vora de la pantalla esquerra. Les versions anteriors van incloure la combinació de correu, que va omplir automàticament camps personalitzats amb dades de contacte de les aplicacions de la Llibreta d'adreces o números per crear documents personalitzats. Per exemple, si un usuari volia enviar una carta a tres persones, la combinació de correu electrònic va permetre a l'usuari crear un document únic amb camps de marc de lloc que es van poblar en imprimir. La funció de combinació de correu es va eliminar completament a la versió 5, tot i que encara es pot fer mitjançant AppleScript. Les taules i gràfics enganxats a Numbers s'actualitzen automàticament si es canvia el full de càlcul original.